# Lassan
Lassan település Németországban, Mecklenburg-Elő-Pomeránia tartományban. Lakosainak száma 1473 fő (2023. december 31.).

## Népesség
A település népességének változása:
| Lakosok száma | 1532 | 1510 | 1456 | 1491 | 1473 |
|               | 2017 | 2019 | 2021 | 2022 | 2023 |